# Saxifraga tangutica
Saxifraga tangutica är en stenbräckeväxtart som beskrevs av Adolf Engler. Saxifraga tangutica ingår i Bräckesläktet som ingår i familjen stenbräckeväxter. Utöver nominatformen finns också underarten S. t. platyphylla.